# Eucharis bonplandii
Eucharis bonplandii là một loài thực vật có hoa trong họ Loa kèn đỏ. Loài này được (Kunth) Traub mô tả khoa học đầu tiên năm 1951.